# Latis
No antigo politeísmo céltico, Latis são duas deidades célticas cultuadas na Britânia romana. Uma é uma deusa (Dea Latis), o outro um deus (Deus Latis), e ambos são conhecidos de uma única inscrição respectivamente.

## Dea Latis
A dedicatória a Dea Latis foi encontrada no forte romano Birdoswald em Cumbria, Inglaterra, em 1873. Ela simplesmente diz:
DIE LATI
"Para a deusa Latis"
O E está escrito como um ||. A pedra agora está no museu Carlisle.
É conhecida como a deusa da água e da cerveja. Ela pode ter sido associada com os rios próximos.

## Deus Latis
A dedicatória a Deus Latis, recuperada sobre uma pedra de altar no forte romano de Aballava, Burgh-by-Sands (também na Cumbria) diz:
DEO LATI LVCIVS VRSEI
"Ao deus Latis, Lucius Ursei [dedica isto]."
A pedra de altar ao Deus Latis foi encontrada próxima a uma imagem de um deus dotado de cornos chamado Belatucadros.

## Etimologia
O nome 'Latis' pode concebivelmente estar relacionado às palavras proto-célticas *lati- significando 'liquor', *lat- 'dia', ou *lāto- 'cobiça'.